# Cortina de fier

Țările din răsăritul cortinei (așa-zisa tabără muncitoare în limbajul proletcultist, sau lumea comunistă în limbajul apusean) sunt marcate cu roșu. Țările din apusul și sudul cortinei (așa-zisa tabără imperialistă în limbajul proletcultist, sau lumea liberă în limbajul apusean) sunt marcate cu albastru. Țările nealiniate sunt marcate cu gri deschis - când aveau un regim liberal, cu gri închis sau gri-roz - când aveau un regim comunist.

Cortina de Fier este o sintagmă des folosită pentru a desemna linia de demarcație în Europa între Europa Occidentală și Europa Răsăriteană, din perioada Războiului Rece.

## Originea expresiei
În 1904 istoricul Nicolae Iorga scrie în Sămănătorul nr. 37, anul III: „gubernia Basarabiei? Noi cunoaștem această gubernie ca o perdea neagră care ne cade înaintea ochilor la această veste, între atâtea, despre război” (este vorba de războiul ruso-japonez și de cenzura rusească atunci instituită, care împiedica comunicațiile între Basarabia și Vechiul Regat). În 1919 termenul de "cortină de fier" este clar folosit cu sensul de „barieră impenetrabilă” între lumea comunistă și celelalte state, de către scriitorul rus Vasili Rosanov în cartea sa Apocalipsa vremii noastre: „Scârțâind și gemând, o cortină de fier coboară asupra istoriei ruse : piesa a luat sfârșit”. Din 1920 a început să fie asociat cu limita vestică a Uniunii Sovietice, odată cu publicarea cărții Through Bolshevik Russia de către Ethel Snowden⁠(d), o feministă socialistă britanică. În timpul celui de-Al Doilea Război Mondial, sintagma a fost utilizată de ministrul român de externe, Grigore Gafencu, într-o telegramă trimisă lui Winston Churchill în ziua de 2 iulie (după ocuparea Basarabiei și Bucovinei de Nord de către Sovietici): „O cortină de fier s-a prăbușit de-a curmezișul țării noastre și nu mai reușim să prindem nicio știre despre ce se întâmplă dincolo”. În ziua de 23 februarie 1945, când trupele sovietice înaintau în Estul Germaniei, ministrul german al propagandei, Joseph Goebbels, apoi ziua de 2 mai ministrul de externe Lutz Schwerin von Krosigk⁠(d) vorbesc la radio Großdeutscher Rundfunk de o „cortină de fier care înaintează inexorabil spre Vest". Însă "cortina de fier" nu a intrat în limbajul curent decât în urma celebrului discurs de la Fulton (Missouri, S.U.A.) al premierului britanic Winston Churchill din 5 martie 1946, în care a spus că: „De la Stettin, la Marea Baltică, până la Trieste, la Marea Adriatică, o cortină de fier s-a coborât de-a curmezișul continentului European”.

## Istorie
Alianța americano-sovietică din timpul celui de-al Doilea Război Mondial se răcise deja considerabil când Churchill rostea aceste cuvinte, iar în câțiva ani ea avea să dispară complet, lăsând locul unei intense dușmănii între cele două superputeri (Statele Unite și Uniunea Sovietică), ce avea să definească Războiul Rece.
Europa a fost împărțită în două mari sfere de influență: americană (în Vest) și sovietică (în Est). Unsprezece țări au rămas neutre, dintre care opt liberale, una comunistă și două teocrate.
Țările din tabăra comunistă au fost următoarele (în ordine alfabetică):
- Republica Populară Socialistă Albania;
- Republica Socialistă Cehoslovacă;
- Republica Democrată Germană (Germania de Est);
- Republica Populară Bulgaria;
- Republica Populară Polonă;
- Republica Populară Română, din 1965 - Republica Socialistă România;
- Republica Populară Ungară
- Uniunea Republicilor Sovietice Socialiste.

Țările din tabăra vestică au fost următoarele (tot în ordine alfabetică):
- Belgia;
- Danemarca;
- Franța;
- Grecia;
- Italia;
- Islanda;
- Luxemburg;
- Norvegia;
- Portugalia;
- Republica Federală Germania (Germania de Vest);
- Spania;
- Turcia;
- Țările de Jos.

În sfârșit, țările neutre au fost următoarele:
- Andorra;
- Austria;
- Elveția;
- Finlanda;
- Iugoslavia (stat comunist, dar independent de URSS – membru al Conferinței de la Bandung);
- Irlanda;
- Lichtenstein;
- Malta;
- Monaco;
- San Marino;
- Suedia; și
- Vatican.

## Memorial
În iulie 2011, Muzeul Cortinei de Fier a fost deschis în comuna Rozvadov⁠(d) (Republica Cehă), la frontiera cu Germania.